# Гранера, Аминта
Аминта Гранера Сакаса (исп. Aminta Granera Sacasa; родилась 18 сентября 1952 года) — бывшая сандинистская революционерка и генеральный директор Национальной полиции Никарагуа. Была начальником Национальной полиции с 5 сентября 2006 по 27 апреля 2018 года.

## Биография
Аминта Гранера Сакаса родилась 18 сентября 1952 года в Леоне, Никарагуа. После учебы в Джорджтаунском университете в США Гранера решила стать монахиней и начала послушничество у сестёр Успения в Гватемале.
Гренера оставила свое религиозное образование в 1976 году, чтобы присоединиться к восстанию Сандинистского фронта национального освобождения против диктатора Анастасио Сомосы. Будучи революционеркой, она входила в группу левых христиан, ставших городскими повстанцами. После успешного свержения Сомосы и победы Сандинистской революции в 1979 году она поступила на работу в Министерство внутренних дел (МД) под руководством команданте Сандинистского фронта национального освобождения (СФНО) Томаса Борхе.
Когда сандинисты потеряли власть после выборов 1990 года, Гренера присоединилась к новой Национальной полиции, целью чего провозглашалось повышение профессионализма полицейских сил, отстранение их от партийной политики. Она помогла создать специальные подразделения по борьбе с насилием в отношении женщин и преступностью против детей. Она также работала над борьбой с коррупцией в полиции.
В 2006 году она была назначена главой национальной полиции президентом-консерватором Энрике Боланьосом, начав свой срок с замены нескольких высокопоставленных полицейских. Она пользовалась широкой популярностью в стране: рейтинг одобрения её действий превышал 80 % (83 % в 2013 году). В 2011 году она была назначена на второй срок президентом от СФНО Даниэлем Ортегой. За время своего пребывания в должности она работала над увеличением числа женщин, служащих в полиции, с целью достичь 50 %.
Однако во время её пребывания в должности полиции также выдвигали обвинения в нарушениях прав человека и репрессиях против критиков Ортеги. В итоге, Гренера подала в отставку с поста начальника Национальной полиции 28 апреля 2018 года из-за массовых протестов по всей Никарагуа и их жёсткого подавления силовиками, что вызвало десятки смертей и широкую критику действий полиции.

## Личная жизнь
Гранера замужем за экономистом Освальдо Гутьерресом, от которого у неё трое детей. Родив первого ребёнка во время революционной войны, она оставила его с бабушкой и вернулась на фронт.